# Walkeringham
Walkeringham – wieś w Anglii, w hrabstwie Nottinghamshire, w dystrykcie Bassetlaw. Leży 56 km na północ od miasta Nottingham i 218 km na północ od Londynu. Miejscowość liczy 908 mieszkańców.